# Rio Agriș (Mureș)
O Rio Agriş é um rio da Romênia afluente do rio Luţ, localizado no distrito de Mureş.